# Пожунски мир
Пожунски мир (фр. Traité de Presbourg), такође познат и као Братиславски мир или мир у Пресбургу потписан је 26. децембра 1805. године у Пожуну (данашња Братислава) између Француске и Аустрије. Потписивањем Пожунског мира завршен је Рат треће коалиције између Француске и Аустрије. Одредбе Пожунског мировног споразума спроведене су током 1806. године. Споразум су потписали француски цар Наполеон и цар Светог римског царства Франц II.
Када је Франц II прихватио титуле након потписивања мира то је наговестило крај Светог римског царства, које је већ наредне, 1806. године престало да постоји.

## Мир
Пожунски мир је директна последица аустријског и руског губитка код Аустерлица и Улма. Аустрија је морала у року од 6 недеља уступити наполеонској Краљевини Италији приморске области: Венецију, Истру и Далмацију са Боком которском (сви поседи које је стекла Кампоформијским миром из 1797. године). Баварској је предала Тирол и Форарлберг, а аустријски поседи у Швапској припали су Баварској, Виртембергу и Бадену; од Баварске је добила покрајину Салцбург.
Пожунским миром Аустрија је сасвим потиснута из Италије, а у Немачкој је сачувала само царску титулу.
Пожунски мир је имао значајне последице по Србе у Далмацији, који су након успостављања нове француске власти коначно успели да добију своју православну Далматинску епархију.